# Northrop N-1M
Il Northrop N-1M fu un velivolo sperimentale caratterizzato dalla configurazione tuttala realizzato dall'azienda statunitense Northrop Corporation negli anni quaranta, predecessore del Northrop N-9M e del Northrop YB-35.
Questo velivolo, prima ala volante senza coda ad esser stata costruita negli Stati Uniti, fu sviluppato tra il 1939 ed il 1940, e volò per la prima volta il 3 luglio 1941 presso il Baker Dry Lake in California.

## Storia del progetto

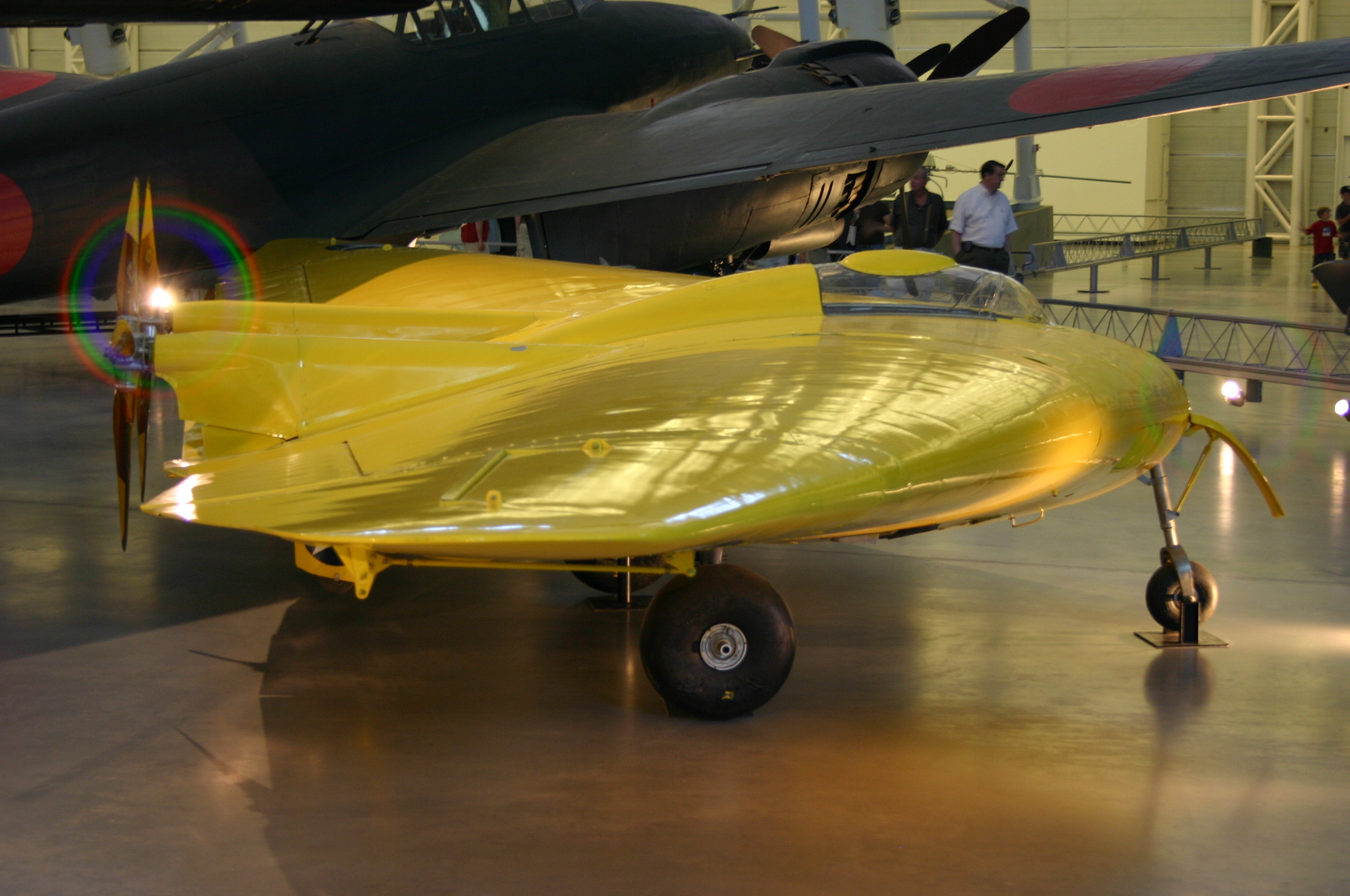
Vista dall'ala destra del profilo dell'N-1M esposto allo Steven F. Udvar-Hazy Center.

Jack Northrop iniziò la sua carriera di progettista alla Douglas alla fine degli anni venti, affascinato dalla possibilità di realizzare un velivolo dalle linee particolarmente pulite per ridurre al minimo la resistenza aerodinamica a vantaggio delle prestazioni generali. Come iniziativa privata cominciò la progettazione di velivoli che avevano una fusoliera di dimensioni ridotte ispirandosi ai progetti dei tedeschi Walter e Reimar Horten che avevano realizzato alianti con prestazioni record fin prima del secondo conflitto mondiale. I progetti dei fratelli Horten erano però totalmente privi di coda, obiettivo che Northrop era disposto a conseguire ma che era incompatibile con la necessaria disponibilità di fondi economici.
Dopo una serie di modelli sperimentali che si avvicinarono sempre più alla configurazione a tutt'ala, Northrop, dopo aver fondato l'azienda che porta il suo nome, iniziò il progetto 1938 di quello che diventerà la sua prima vera ala volante, l'N-1M, designazione dovuta alla contrazione di Northrop Model 1 Mockup. Dopo le prime fasi sottopose le sue intuizioni alla competenza tecnica di Theodore von Kármán, allora direttore della scuola aeronautica Daniel Guggenheim presso il California Institute of Technology, che offrì la sua collaborazione nel ruolo di consulente assieme a quella del suo assistente, William R. Sears.
Il prototipo venne realizzato nei due anni successivi, quasi interamente realizzato in legno, materiale scelto per la facilità con cui era possibile effettuare delle modifiche in corso d'opera e durante la fase di test operativi, con la sola eccezione di dove assolutamente richiesto. Per la propulsione, concepita in configurazione spingente, vennero scelti due motori Lycoming 0-146 a 4 cilindri contrapposti raffreddati ad aria, in grado di sviluppare una potenza di 65 hp (50 kW) ciascuno, posizionati all'interno della struttura che ricevevano il flusso d'aria necessario anche all'alimentazione grazie a capaci prese d'aria collocate al disotto del bordo d'entrata dello spessore alare e collegati tramite alberi di trasmissione alle due eliche bipala. Una particolarità del prototipo, scomparsa nel successivo step evolutivo, era la presenza di una coppia di cerniere, indicate da due fasce metalliche di copertura, che consentivano di variare a terra l'angolo di diedro delle sezioni esterne del profilo.

## Impiego operativo
Dopo le prove statiche, nel 1941 iniziarono i primi test preparatori al tentativo di portare in volo il velivolo. Il collaudatore capo della Northrop, Vance Breese, si ritrovò inaspettatamente in volo durante una prova di rullaggio ad alta velocità. Al successivo briefing riferì che l'N-1M sarebbe stato in grado di alzarsi ad una quota non superiore a cinque metri da terra. Inizialmente la capacità di sostentamento dipendeva dal mantenimento di un preciso angolo di attacco, ma Theodore von Kármán riuscì a risolvere il problema intervenendo sul bordo d'uscita degli elevoni. Il controllo del velivolo veniva quindi ottenuto mediante un sistema combinato di elevoni e timoni posti all'estremità delle ali.
Il programma di test di volo continuò con Moye W. Stephens, pilota collaudatore e importante funzionario alla Northrop Corporation. I primi voli rivelarono che l'N-1M risultava soddisfacente in termini di stabilità e di controllo, ma sovrappeso e sottopotenziato. Per diminuire la resistenza aerodinamica, gli iniziali due motori a 4 cilindri annegati nella fusoliera furono sostituiti con una coppia dei più potenti 6 cilindri Franklin 6AC264F2, a cilindri contrapposti raffreddati ad aria, capaci di  120 hp (89,5 kW). Gli elevoni erano utilizzati, come solitamente accade negli aerei privi di impennaggi di coda, sia come equilibratori, per il controllo sul piano orizzontale (beccheggio o pitch), sia come alettoni, per il controllo sull'asse di rollio (roll). Ipersostentatori di intradosso (split flap) posti alle estremità delle ali e in grado di abbassarsi a comando, prendevano il posto del timone
L'ala originariamente era caratterizzata dalle estremità rivolte verso il basso, ma durante lo sviluppo del velivolo fu raddrizzata.

Il "rollio olandese" (Dutch roll).

Nel novembre 1941, dopo aver compiuto circa 28 voli, Stephens riferì che quando tentava di manovrare l'N-1M attorno all'asse verticale, l'aereo tendeva ad innescare il fenomeno del "rollio olandese" (Dutch roll), sconveniente combinazione di rollio ed imbardata. Le oscillazioni erano comunque in grado di essere controllate ed adeguate alla configurazione del velivolo.
L'N-1M dimostrò di essere fondamentalmente ben riuscito, fornendo alla Northrop l'esperienza per iniziare lo sviluppo di modelli "tuttala" di maggiori dimensioni.

## Esemplari attualmente esistenti

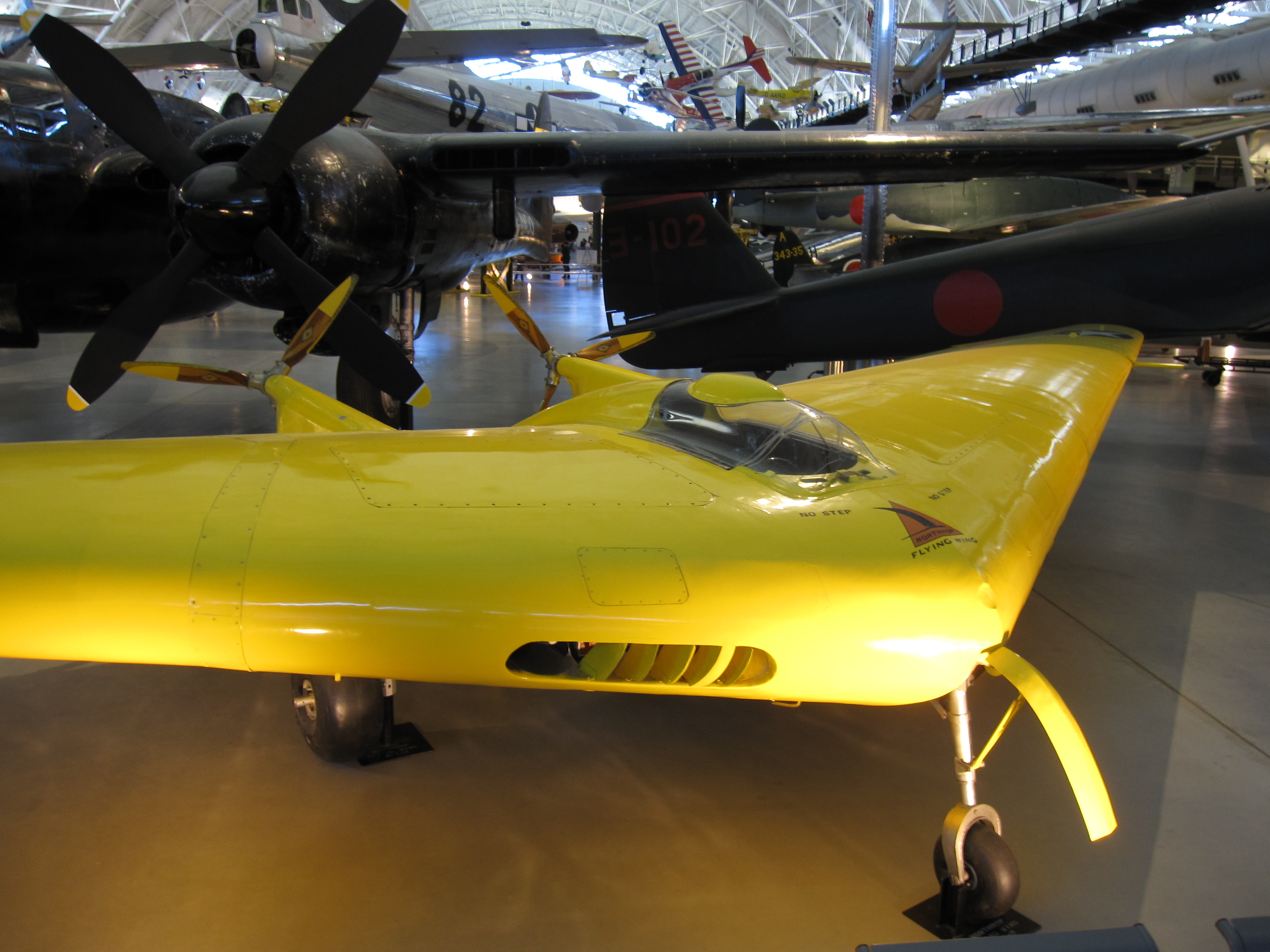
Vista anteriore sinistra dell'N-1M esposto allo lo Steven F. Udvar-Hazy Center.

Il prototipo venne donato all'United States Army Air Forces nel 1945 e collocato tra i velivoli dell'United States Air Force Museum in attesa di restauro dall'anno successivo fino al 1978. Nei due anni successivi venne sottoposto ad un accurato restauro a cura del Paul E. Garber Preservation, Restoration, and Storage Facility che lo riportò, pur se non in condizioni di risollevarsi da terra, alla configurazione che ebbe nel suo ultimo volo.
Attualmente è in esposizione presso lo Steven F. Udvar-Hazy Center, sezione dello Smithsonian National Air and Space Museum situata in prossimità dell'Aeroporto Internazionale di Washington-Dulles.

### Annotazioni
1. ↑  Le fonti reperite non sono concordi nella sigla del modello del motore, variando da O-145 a 0-146, concordando però su costruttore, architettura interna e potenza espressa; altre fonti non inseriscono lo 0-146 tra i modelli sviluppati dalla Lycoming Engines.

### Fonti
1. 1 2 3  Campbell e Pape 1994, p. 4.
2. 1 2 3  N-1M: the first Northrop flying wing in Century of Flight.
3. ↑  Campbell e Pape 1994, p. 6.

### Riviste
- (EN) Michael O'Leary, Wings of Northrop, Part One, in Air Classics, Volume 43, Number 12, Challenge Publications, Inc, dicembre 2007, ISSN 0002-2241 (WC · ACNP).